# Mitja Borkert
Mitja Borkert (né le 17 mars 1974) est un designer automobile allemand du groupe Volkswagen, directeur du design de Lamborghini depuis 2016 (ex directeur du design Porsche),.

## Biographie
Né en 1974 en Allemagne de l'Est (en même temps que la mythique Lamborghini Countach) Mitja Borkert étudie le design à l'Université de design de Pforzheim (en) (près du siège historique Porsche de Stuttgart) d'où il sort diplômé en 1999,.
En 2017, en collaboration avec le Massachusetts Institute of Technology aux États-Unis, il a conçu le concept-car Terzo Millennio,.

### Porsche
Il est recruté par le centre de style Porsche de Weissach de la région de Stuttgart, où il devient directeur du design, et participe entre autres aux créations ou évolutions des Porsche Boxster 987, Porsche Cayenne II (2010), Porsche Macan (2014), Porsche  Mission E (2015), Porsche 718 Boxster (2016), Porsche Panamera Sport Turismo (2017).

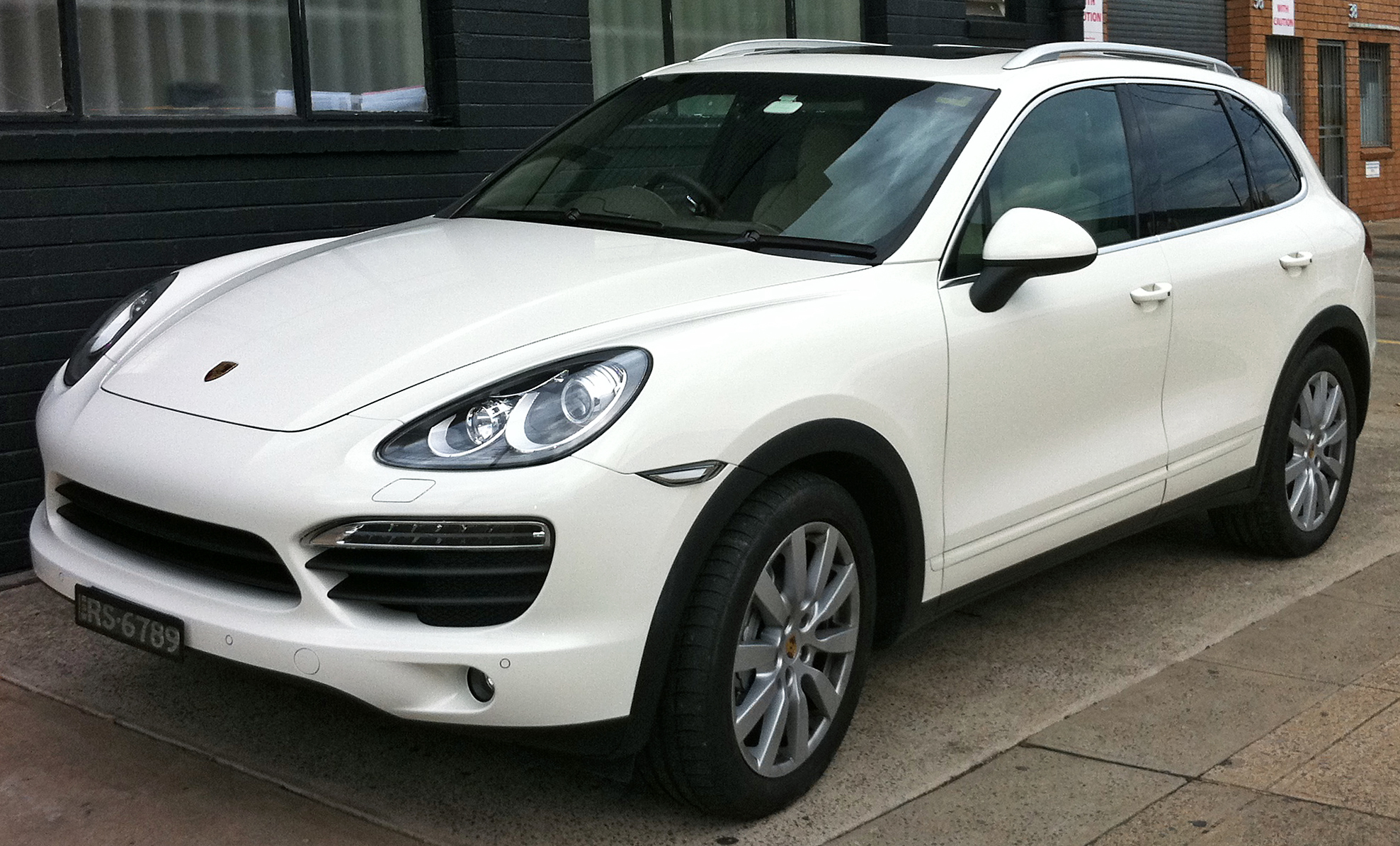
Porsche Cayenne II (2010)
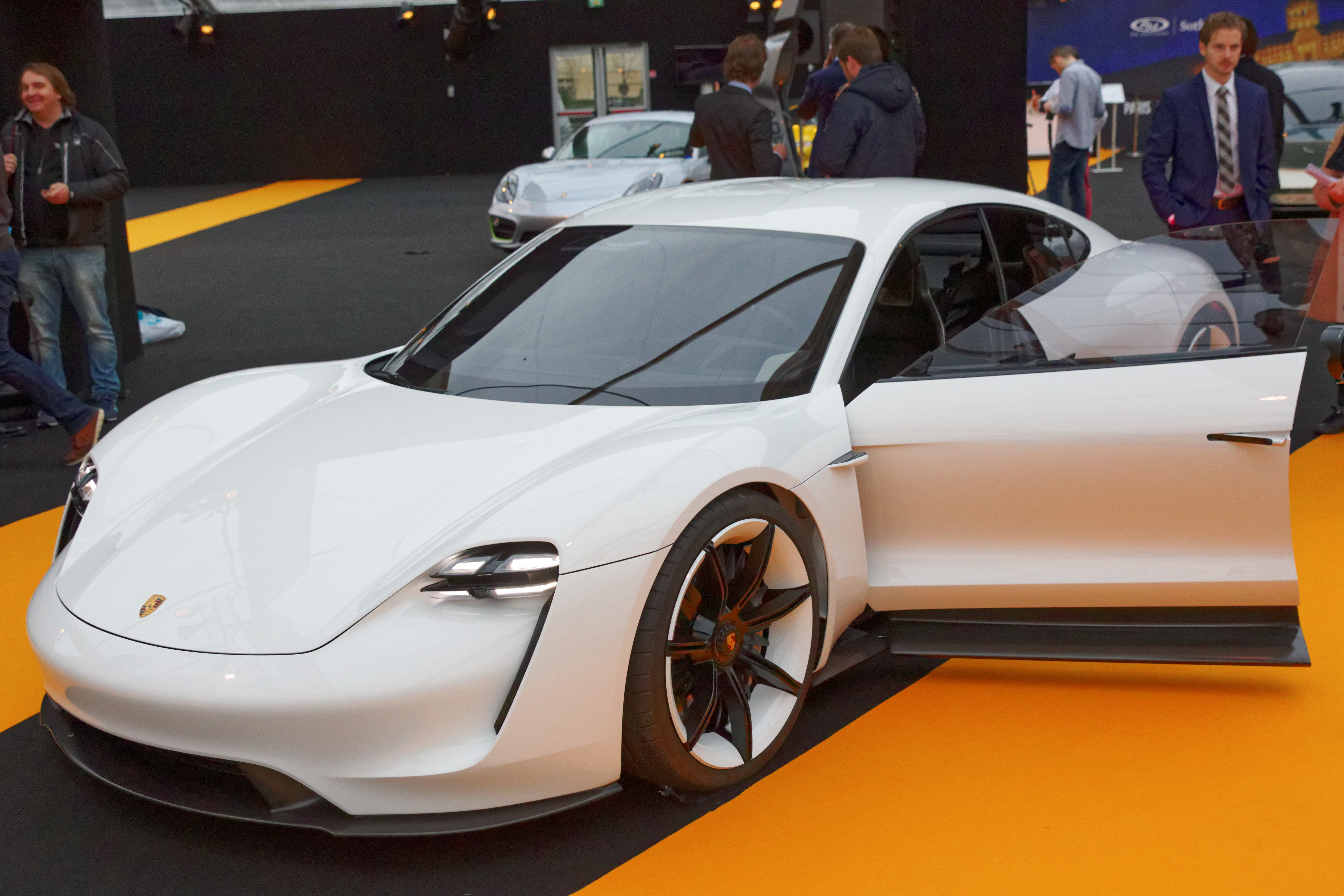
Porsche  Mission E (2015)
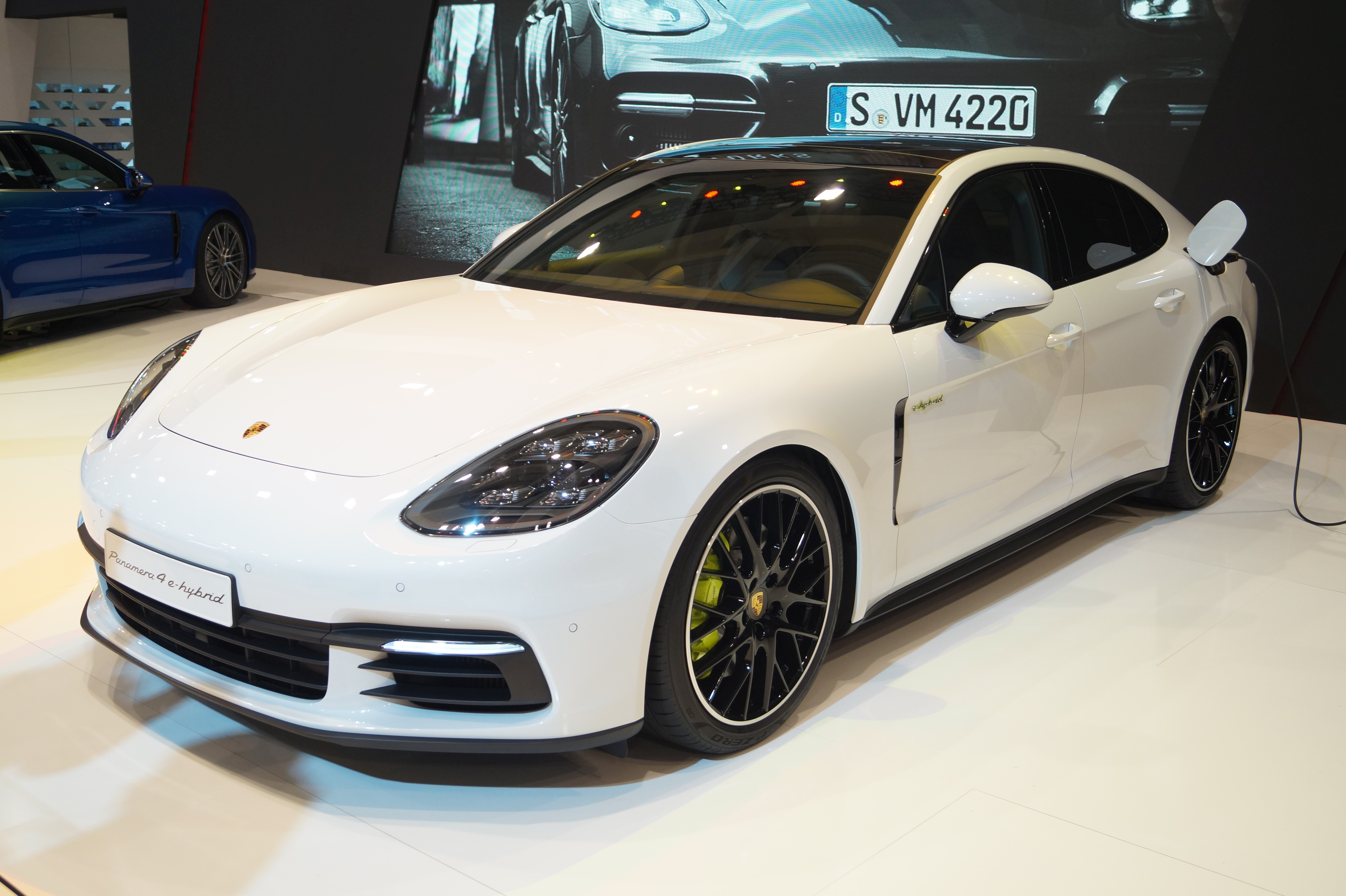
Porsche Panamera Sport Turismo (2017)
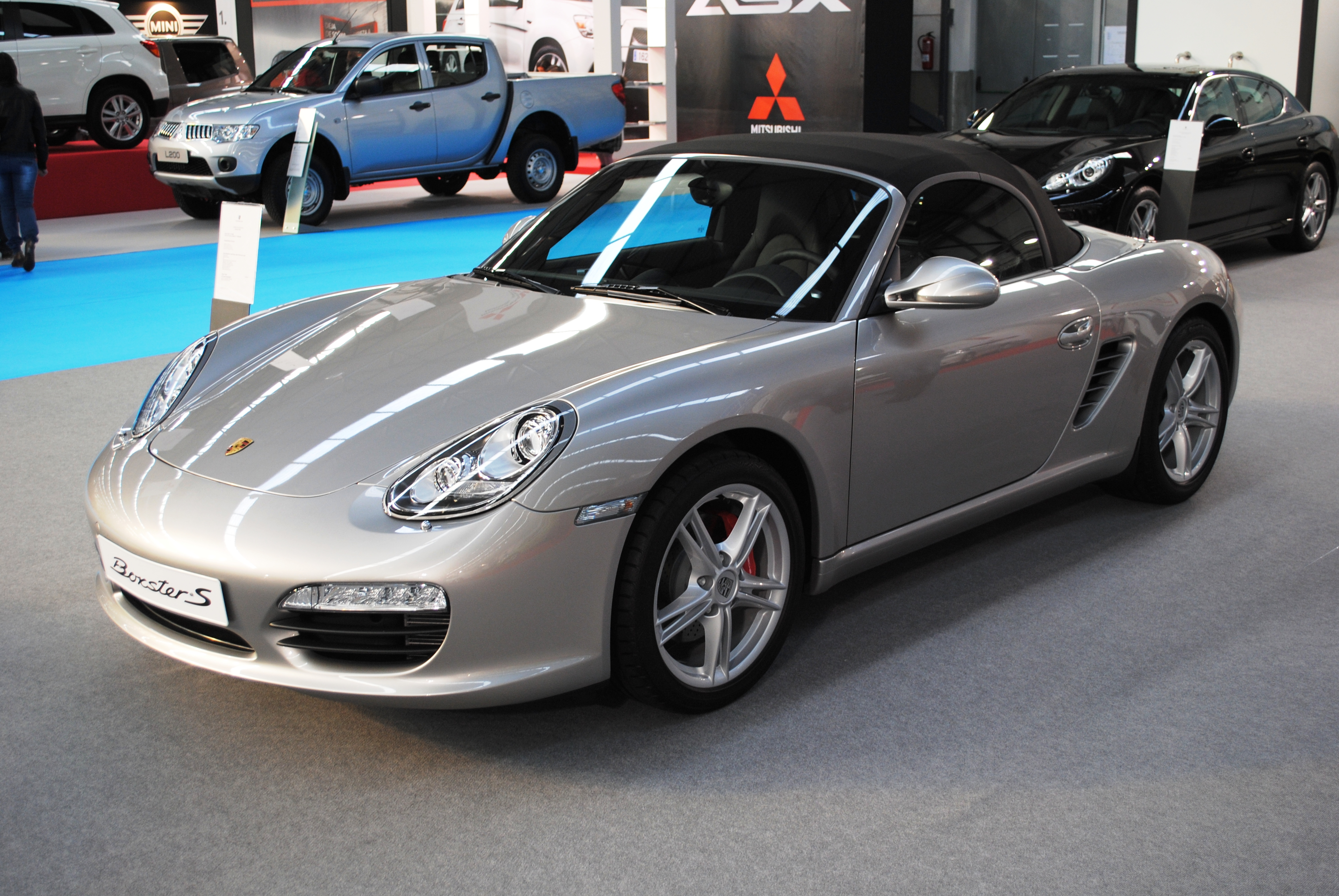
Porsche Boxster 987

### Lamborghini
Après 17 ans passé chez Porsche, il devient en 2016 directeur du design Lamborghini, en succédant à Filippo Perini et Walter de Silva, où il dirige entre autres les créations ou évolutions des Lamborghini Aventador, Lamborghini Huracán, Lamborghini Terzo Millennio concept (2017), Lamborghini Urus (2018), Lamborghini SC18 Alston (2018), Lamborghini Lambo V12 Vision Gran Turismo (2019), Lamborghini SC20 (2020), Lamborghini Sián (2020), Lamborghini Essenza SCV12 (2020)..., et autres yacht Tecnomar Lamborghini 63 (2020),.

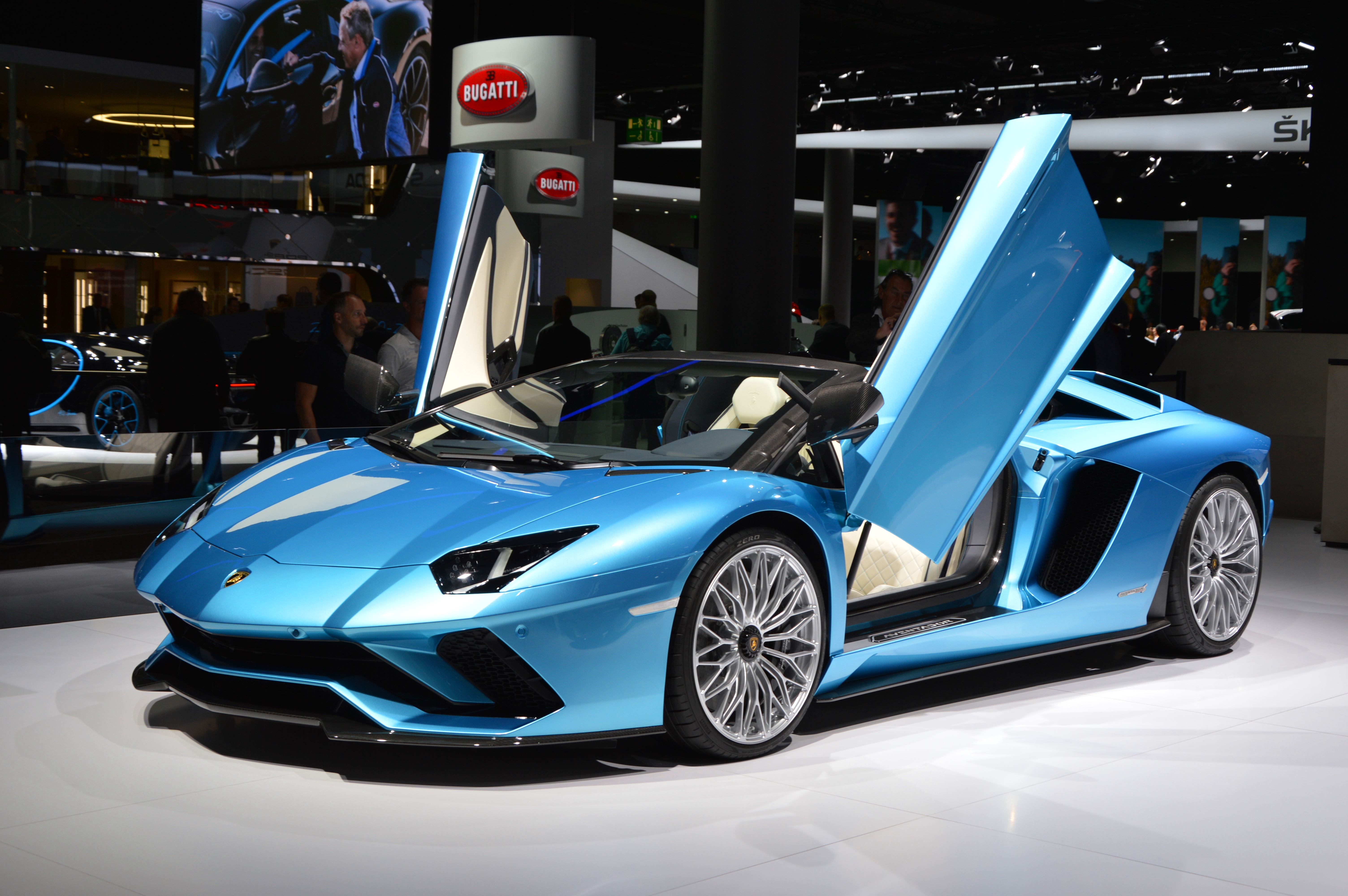
Lamborghini Aventador S (2016)
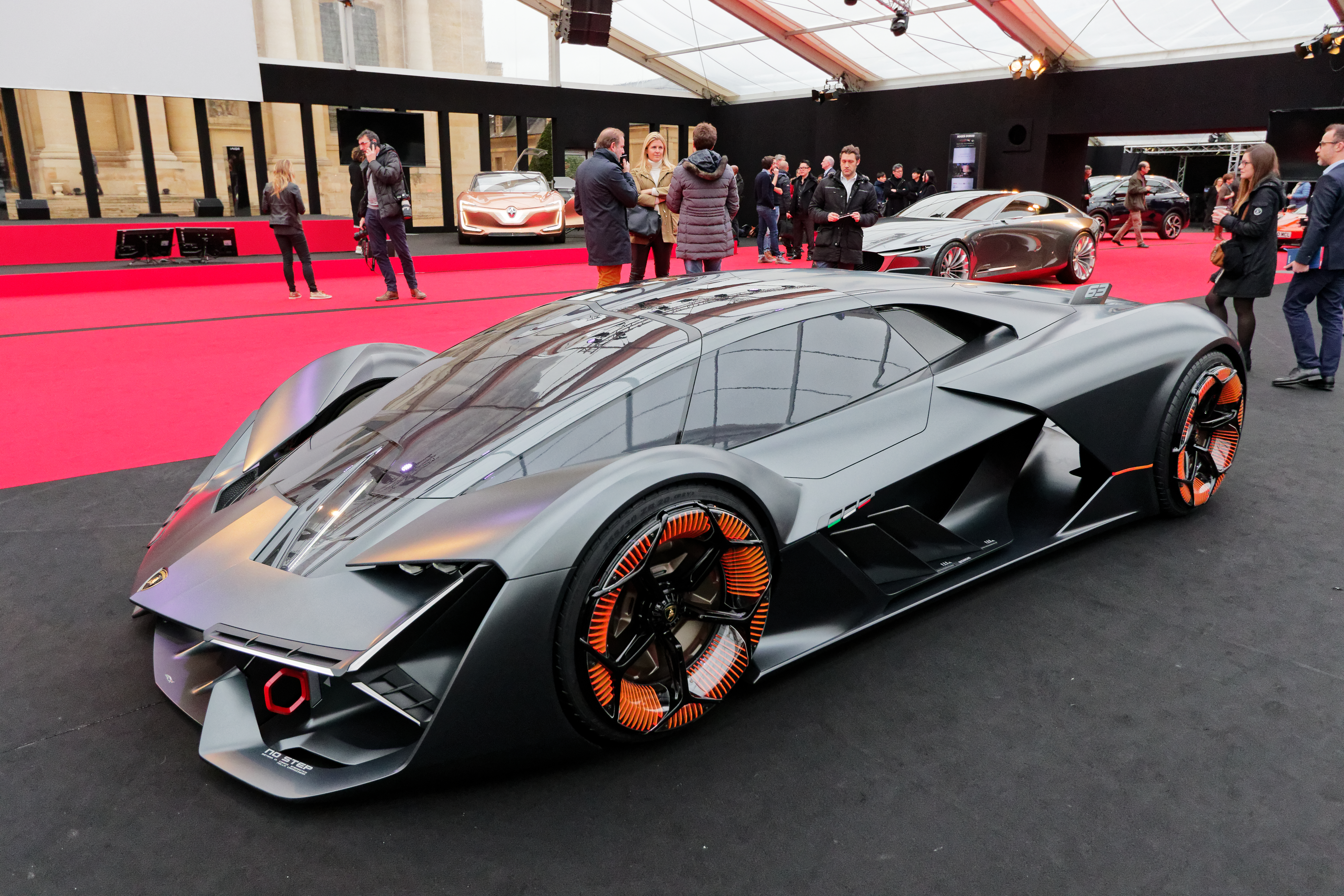
Lamborghini Terzo Millennio concept (2017)
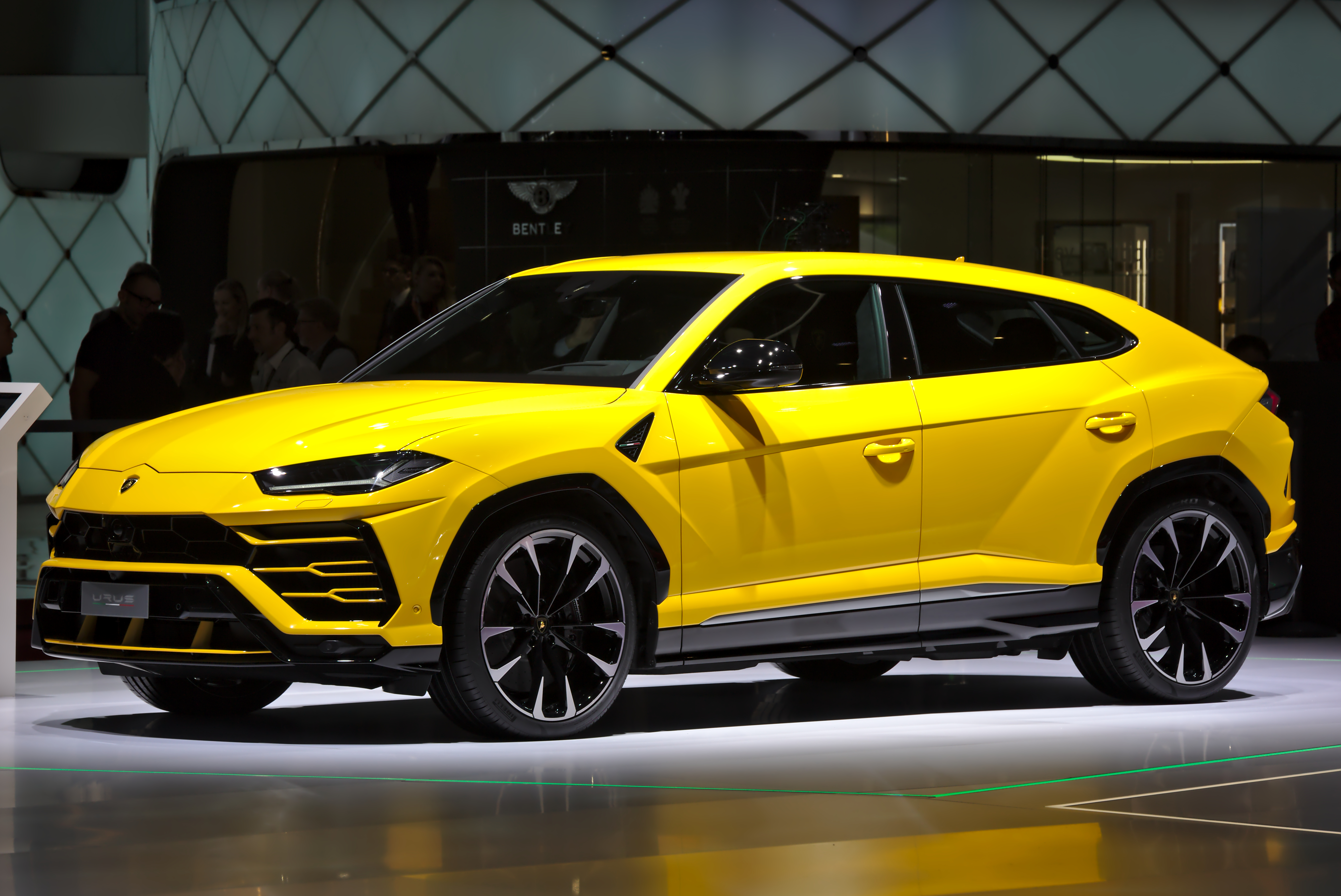
Lamborghini Urus (2018)
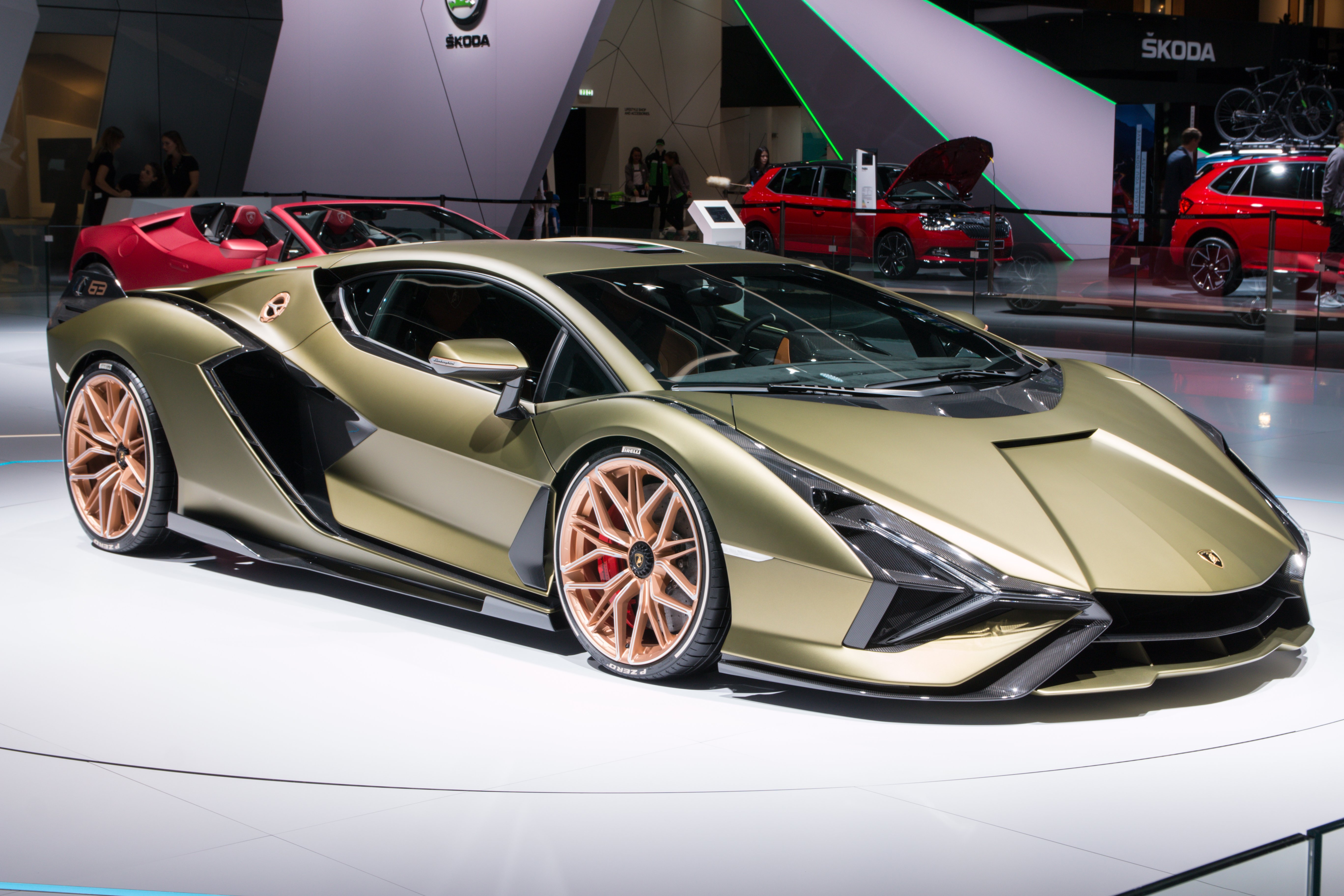
Lamborghini Sián (2020)